# Aylin Prandi
Pour les articles homonymes, voir Prandi.
Aylin Prandi, née le 16 septembre 1983 à Paris est une actrice et chanteuse française d'origine italo-argentine.

## Biographie
Née à Paris d'un père italien et d'une mère argentine, Aylin Prandi grandit à Paris, Rome et Buenos Aires. Polyglotte, elle parle couramment quatre langues : français, anglais, italien et espagnol.

### Débuts
Aylin Prandi suit d’abord les cours d'improvisation d'Alexis Tikovoy et intègre le Théâtre national de Chaillot, où elle joue sa première pièce La Ronde d'Arthur Schnitzler en 2001, avant de rejoindre l'École franco-américaine de New York. De retour en France, elle continue sa formation à Paris au Conservatoire national supérieur d'art dramatique et décroche ses premiers rôles dans des téléfilms et séries, dont Le Train sur Canal+ en 2004.
La série Femmes de loi dans laquelle, en 2006, elle remplace Ingrid Chauvin aux côtés de Natacha Amal, lui apporte une célébrité immédiate auprès du grand public.
Après avoir prêté sa voix à Natty la girafe dans La Balade des éléphants de Mario Andreacchio en 2006, elle est à l'affiche du film Délice Paloma de Nadir Moknèche, en 2007, où elle incarne le rôle d'une jeune femme croquante, tendre au tempérament flambeur, aux côtés de Daniel Lundh jouant le personnage Riyad qui, fou amoureux, fait tout pour la séduire.
Dès 2008, elle est également actrice dans des productions italiennes.

### Carrière musicale
Comme elle a des origines italiennes, Aylin Prandi fait découvrir au public son talent de chanteuse avec la chanson L'Italiana de Toto Cutugno dans l'émission Vivement dimanche, spéciale Italie, le 1er mai 2011,.
D'après le curriculum vitæ de l'Agence Elizabeth Simpson, elle s'est engagée à la Groove Music School, à Paris, pour le chant et la composition des maquettes et a étudié la guitare pendant deux ans et le piano, dix ans.
En juin 2011, elle chante 24.000 baci dans un ton énergique, une reprise du chanteur italien Adriano Celentano (1961) réalisé par Romain Magnan, Marc Pessin et elle-même. L'album contenant les plus grands standards italiens sera réalisé à Buenos Aires par Marc Pessin et Cirilo Fernandez pour Sony France. Parmi les reprises, cet album contient également deux inédits Dov'è la felicita et Prima Canzone écrits et composés par elle-même et Marc Pessin.

## Filmographie

### Cinéma
- 2007 : Délice Paloma de Nadir Moknèche
- 2008 : Il prossimo tuo d'Anne Riitta Ciccone
- 2008 : No Problem de Vincenzo Salemme
- 2010 : Mai così... vicini d'Emanuele Ruggiero
- 2010 : Amaro amore de Francesco Henderson Pepe
- 2011 : Gianni et les Femmes (Gianni e le donne) de Gianni Di Gregorio
- 2011 : Qualche nuvola de Saverio Di Biagio
- 2011 : Diaz : un crime d'État (Diaz don't clean up this blood) de Daniele Vicari
- 2011 : Non me lo dire de Uccio de Santis
- 2012 : Annalisa de Pippo Mezzapesa
- 2013 : 3 Giorni Dopo de Daniele Grassetti

### Télévision
- 2004 : Le Train de Luc Chalifour et Pierre Leix-Cote
- 2005 : Granny Boom de Christiane Leherissey
- 2008 : Femmes de loi (saison 7)
- 2009 : Fais danser la poussière de Christian Faure
- 2013 : Je vous présente ma femme d'Élisabeth Rappeneau
- 2016 : Por amarte así

## Théâtre
- 2001 : La Ronde d'Arthur Schnitzler[2]
- 2001 : Le Misanthrope de Molière[2]
- 2003 : Mr Kolpert de Hans-Peter Cloos[2]

## Discographie
- 2011 : 24.000 Baci